# Mk 17 (бомба)
Mk 17 или Mark 17 (букв. модел 17-и) е американска въздушнопреносима водородна бомба от периода на Студената война. Характеризира се с огромния си размер (7 м дължина и 1,56 м диаметър, тегло от 21 тона). Прозвището ѝ е Jughead („тъпанар“). Разработена е в началото на 1954 година, и е изведена от употреба през 1959, когато стават налични по-малки и ефективни термоядрени оръжия. Това е първата американска водородна бомба, влязла в серийно производство. В периода 1954-55 са произведени близо 200 бомби. Те са били пускани от бомбардировач B-36.